# Зайцев Двір
Зайцев Двір (рос. Зайцев Двор) — селище в Брянському районі Брянської області Російської Федерації.
Населення становить 5 осіб. Входить до складу муніципального утворення Журиницьке сільське поселення.

## Історія
Від 2005 року входить до складу муніципального утворення Журиницьке сільське поселення.

## Населення
| 2010 | 2013 |
| ---- | ---- |
| 7    | ↘5   |